# Carlos Salazar Castro
Carlos Salazar Castro (San Salvador, 1800-San José, 23 de julio de 1867) fue un militar liberal centroamericano que gobernó el Estado de El Salvador en la República Federal de Centroamérica como Jefe Provisorio del 23 de junio al 13 de julio de 1834, y el de Guatemala en 1839.

## Biografía
Nació en San Salvador, en el año 1800 y murió en San José, Costa Rica, el 23 de julio de 1867.
Fueron sus padres don Gregorio José Gregorio Salazar y doña Francisca Castro y Lara. Hermano de José Gregorio Salazar Castro.
Fue enviado a Guatemala a los 12 años, a fin de que en el Colegio y Seminario Tridentino de Nuestra Señora de la Asunción cursara Humanidades. En la Real y Pontificia Universidad de San Carlos Borromeo  se bachilleró en el año de 1817, regresó a El Salvador y se dedicó al comercio y al cuidado de tierras que tenía su familia. Estuvo involucrado en el Movimiento Independentista y fue diputado suplente en 1822.
Combatió al lado del Gral. Francisco Morazán, del que llegó a ser su lugarteniente en 1832, al vencer y deponer al legítimo jefe del Estado salvadoreño, don José María Cornejo. Gobernó como Jefe Provisorio de El Salvador, desde el 23 de junio al 13 de julio de 1834.
El General Carlos Salazar combatió en 1837 al lado de su amigo y protector General Francisco Morazán, contra el movimiento armado llamado de "los moderados", siendo condecorado por su brillante actuación durante la campaña.
Siendo Ministro de Gobierno de Estado de Guatemala, y tras derrotar al militar conservador Rafael Carrera, fue nombrado Presidente Provisorio de Guatemala, desde 30 de enero de 1839 al 12 de abril de 1839, cuando fue derrocado por un golpe de Estado del mismo Carrera.
Al caer el régimen de Morazán, emigró el General Salazar con el caudillo en abril de 1840 y se estableció en Costa Rica. En este país se radicó y apartó de la vida política. En San José, Costa Rica, abrió un comercio que le permitió vivir con decoro, falleciendo el 23 de julio de 1867.
Había sido honrado con la designación de "Benemérito de la Patria".
Por un decreto ejecutivo emitido el 30 de diciembre de 1938, sus restos se trasladaron a El Salvador por cuenta del estado para que descansaran en su tierra en el Cementerio de la Capital, esto se dio a conocer a la nieta de Carlos Salazar Castro, la profesora de instrucción primaria Celina García Salazar que residía en la ciudad de San José, Costa Rica.